# Papa Stour
Die zu Schottland gehörende Shetlandinsel Papa Stour liegt nur wenige Kilometer nordwestlich der Hauptinsel Mainland, von der sie durch den Sound of Papa getrennt und 32 Kilometer vom Hauptort Lerwick entfernt ist. Nach Mainland bestehen regelmäßige Fähr- und (seltene) Flugverbindungen.
Papa Stour ist höchstens 4,5 km lang und 3 km lang und hat eine Fläche von rund 8 km². Die höchste Erhebung der hügeligen und baumlosen Insel misst 86 Meter.

## Geschichte
Die Bevölkerung von 15 Einwohnern (Stand: 2011) lebt im Ostteil der Insel insbesondere von der Viehzucht. Nachdem in den 1950er Jahren die Insel sich immer mehr entvölkerte, wurde von der Regierung ein zunächst erfolgreiches Projekt zur Neubesiedlung der Insel gestartet. In den letzten Jahren ist die Bevölkerungszahl jedoch wieder rückläufig.

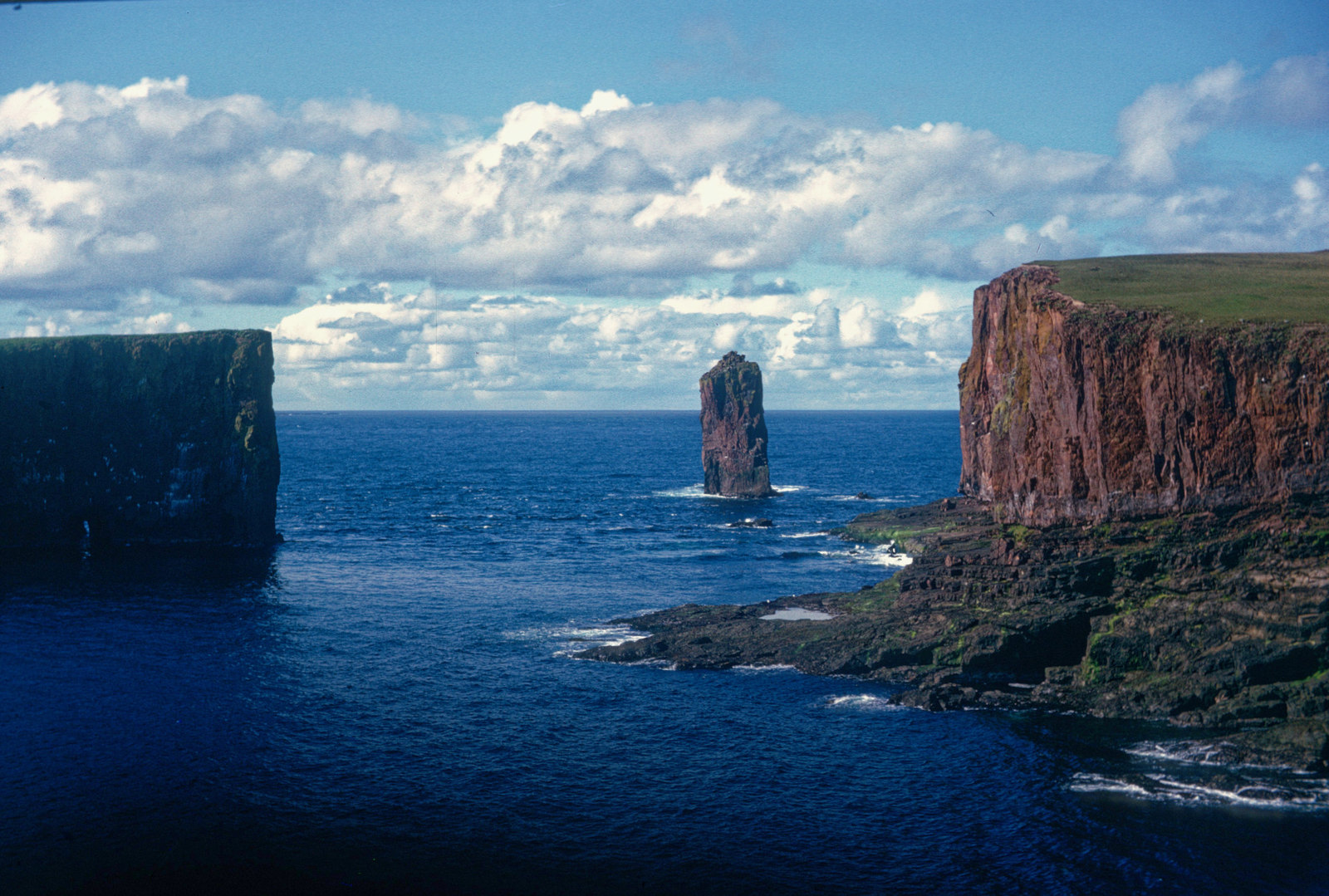
Brandungspfeiler Maiden Stack von Papa Stour

Der Name der Insel Papa Stour weist auf eine frühe Ansiedlung christlicher Priester hin. Etwa 5000 Jahre alte spärliche Überreste zeugen von einer vorchristlichen Besiedlung in neolithischer Zeit.
Im unbewohnten Süden der Insel (beim Flugplatz Papa Stour) gibt es das neolithische Kammergrab (englisch chambered tomb) von Papa Stour (auch Round Hill genannt) den Steinkreis von Tiptans (oder Doom Rings), den Burnt Mound von Biggings und zahlreiche, seltene Pflanzen- und Vogelarten. Besonders an den steilen und teilweise bizarren Uferklippen (eine Felsnadel und ein im Meer gelegener Torbogen) brüten zahlreiche Seevögel.